# The Fortunes of Fifi
The Fortunes of Fifi er en amerikansk stumfilm fra 1917 af Robert G. Vignola.

## Medvirkende
- Marguerite Clark – Fifi
- William Sorelle – Cartouche
- John Sainpolis – Duvernet
- Yvonne Chevalier – Julie
- Kate Lester – Bourcet